# Neutronographie
La neutronographie est une technique de mesure nucléaire (contrôle non destructif) dont le principe est similaire à celui de la radiographie à rayons X mais qui emploie des neutrons comme source de rayonnement.
Une image en transmission est produite en interposant l'objet inspecté entre une source neutronique (souvent issue d'un réacteur) et un système de détection de neutrons. L'atténuation du flux de neutrons est plus ou moins prononcée en fonction de la nature de la matière rencontrée, donnant alors des différences de contrastes permettant une analyse du contenu de l'objet.
L'atténuation des neutrons est importante dans le cas des éléments légers, interagissant fortement avec les neutrons, comme l'hydrogène, contenu dans la plupart des éléments organiques (eau, plastiques, explosifs, …).

## Sources de neutrons
Produire une information exploitable de neutronographie nécessite un haut flux de neutrons. Les principales installations de neutronographie utilisent les neutrons issus de cœurs de réacteurs expérimentaux.

### Institut Laue-Langevin
Le réacteur Réacteur à haut flux et l’instument NeXT (Neutron and X-ray Tomography) est un instrument qui héberge deux dispositifs d'imagerie complémentaires, le premier utilisant les neutrons et le second utilisant les rayons X comme sondes. Ils peuvent fonctionner simultanément. Applications : imagerie neutronique 2D et 3D avec une résolution réelle en pixels inférieure à 10 microns, imagerie radiologique complémentaire 2D et 3D avec une résolution réelle en pixels de 5 microns.

### Orphée
Le réacteur Orphée du CEA est installé à Saclay depuis 1980. Le banc de neutronographie qui y est associé permet de bénéficier d'un flux de neutrons thermiques de l'ordre de 1014 n/s/cm2 en entrée de guide. Le réacteur a finalement été arrêté le mardi 29 octobre 2019.

### Osiris
Le banc de neutronographie existant auprès du réacteur Osiris du CEA Saclay possède la particularité d'être immergé dans la piscine du réacteur de manière d'une part à être au plus près de la source neutronique (le cœur du réacteur), mais également pour pouvoir radiographier des objets fortement irradiants que sont des éléments de combustibles nucléaires. En décembre 2015, Osiris est mis définitivement à l'arrêt.

## Détecteurs de neutrons
Les neutrons utilisés dans les techniques de neutronographie sont essentiellement des neutrons thermiques, de faible énergie. Ces neutrons peuvent être détectés à l'aide de plusieurs types de détecteurs.
Ils nécessitent l'emploi d'un convertisseur, élément à même de produire une interaction avec le neutron incident. 
Les convertisseurs utilisés sont essentiellement des isotopes absorbeurs de neutrons, produisant une réaction de capture neutronique de type (n,γ). 
Les convertisseurs couramment rencontrés sont par exemple : Gd, Dy, voire B.
- Scintillateurs
- Plaques photographiques dopées